# Oficial de Sistemas de Combate
Un Oficial de Sistemas de Combate (WSO por sus siglas en inglés) o navegante aéreo militar es una profesión de la aviación militar que consiste en el control y mando de los sistemas de navegación, detección de amenazas, armas y algunos otros, dependiendo del tipo de aeronave y su propósito (guerra electrónica, fotografía, etc.). El oficial al cargo forma parte de la tripulación y tiene su puesto de mando por detrás del piloto o de los pilotos (en algunos casos a su derecha), pudiendo ser el caso de un bombardero pesado, un avión de reconocimiento, un avión de ataque a tierra, un caza o un helicóptero de ataque. Ya que sus cometidos pueden variar sustancialmente entre un tipo de aeronave y otro, el oficial de sistemas se especializa en un aparato concreto como es el caso de los pilotos, ajustándose su entrenamiento a dicho modelo y los sistemas que integra.

La profesión de navegante existe también en la aviación civil, pero cobra un significado distinto a la profesión moderna de oficial de sistemas en las fuerzas armadas.

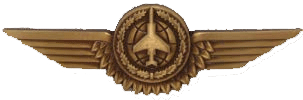
«Alas» de Oficial de Sistemas de Combate (Waffensystemoffizier) de la Luftwaffe alemana

## Nombre y designación
La profesión del oficial de sistemas recibe diferentes nombres, empleados a discreción de las diferentes fuerzas armadas (en algunos países, distintas ramas de las fuerzas armadas emplean distintos nombres, como es el caso de Estados Unidos). Los más habituales son Oficial de Sistemas de Combate, Oficial de Sistemas de Armas, Oficial de Sistemas Defensivos y de Radar, Oficial de Intercepción, Jefe de Sistemas de Combate (en bombarderos), comandante de vuelo e incluso copiloto (los últimos dos en cazas biplaza). En algunos países, dicha profesión, sobre todo tratándose de aviones de combate, se denomina navegante de combate, navegante aéreo militar o navegante táctico. En otros países donde históricamente la profesión recibía la designación de navegante, esta cambió de nombre al desarrollarse en un cargo más complejo y con más responsabilidades que la mera navegación aérea.
En los bombarderos pesados, estos cargos se dividen entre dos o tres tripulantes, pudiendo haber, a modo de ejemplo, un copiloto, un oficial de armas y un oficial de comunicaciones.

## Descripción

### En aviones de combate

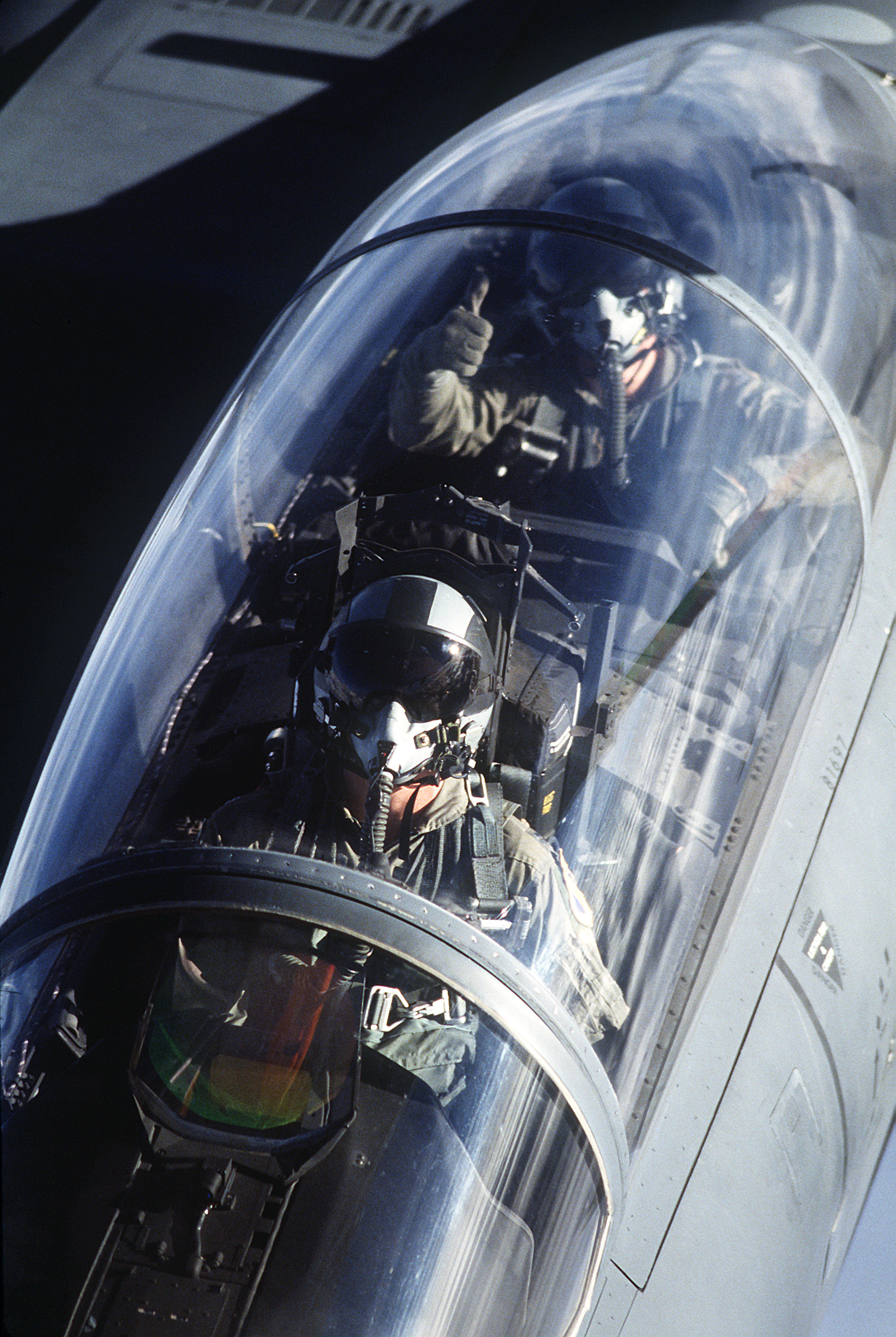
Vista desde un avión cisterna de la cabina de un F-15E Eagle durante un repostaje aéreo, con el piloto delante y el oficial de sistemas en el asiento trasero.

En el caso de los aviones y helicópteros de combate, el oficial de sistemas ocupa el asiento trasero en una configuración tándem, y es conocido en la jerga militar de algunos países como navegante de combate o navegante a secas. En estos casos suele compartir su formación inicial y parte de la avanzada con los pilotos (como el vuelo a niveles altos de fuerza g), y es considerado aviador militar, uno de dos que comparten la cabina de vuelo, junto al piloto. Este tipo de configuraciones existe en todos los tipos de aviones de combate, incluidos los cazabombarderos, cazas de superioridad aérea y cazas polivalentes.
La necesidad de contar con un oficial de sistemas en los aviones de combate existe desde la incorporación de los medios tecnológicos a los cazas modernos. En los primeros años de la aviación militar, las aeronaves biplaza contaban con un piloto y un disparador (el cual muchas veces ocupaba el asiento delantero para mayor cobertura del espacio aéreo y un mejor apunte). Más tarde, el piloto ya podía encargarse de la tarea del disparo (alineado con el movimiento del aparato), y más adelante del lanzamiento de bombas, por lo que se hicieron más comunes los cazas monoplaza. Sin embargo, con la incorporación de los medios tecnológicos y armas más avanzadas, la carga de trabajo del piloto (antes de los soportes avanzados como la computación integrada y la realidad aumentada) hizo necesario el apoyo de un oficial de vuelo al cargo de estos sistemas. Debido a la necesidad de contar con un marcado perfil aerodinámico, lo cual requería de un fuselaje más estrecho, se colocó al oficial de sistemas detrás del piloto (configuración tándem).
En la segunda década del siglo xx se hicieron comunes los cazas biplaza de esta configuración, siendo el caso de algunos de los modelos más emblemáticos de la época, como los F-4 Phantom II, Panavia Tornado o Su-30MK. Algunos tenían (y siguen teniendo en la actualidad) dos configuraciones posibles, monoplaza y biplaza, según el objetivo que se les daba a la hora de su fabricación. Uno de los primeros modelos en usar ambas configuraciones fue el Mirage III. Los navegantes de esos años eran muchas veces aviadores con habilidades de pilotaje, más ocupados con las tareas de navegación aérea que otra cosa (de ahí su nombre).
A partir de la década de 1970, y más marcadamente en el siglo xxi, los cazas biplaza modernos, la mayoría de cuarta generación, como los F-15E Strike Eagle, F/A-18F Super Hornet o Su-34, y otros de quinta generación, como el F-22 Raptor, cuentan con un ordenador a bordo que controla tecnologías cada vez más avanzadas, y pantallas multifunción programables. Estos avances permiten al navegante mucha más flexibilidad y poder tener acceso a una cantidad de información mucho mayor que anteriormente. Aunque dichas características son accesibles también al piloto de un caza monoplaza, las aeronaves biplaza sirven para misiones complejas que combinan múltiples acciones a la vez, donde un único tripulante no es suficiente. 

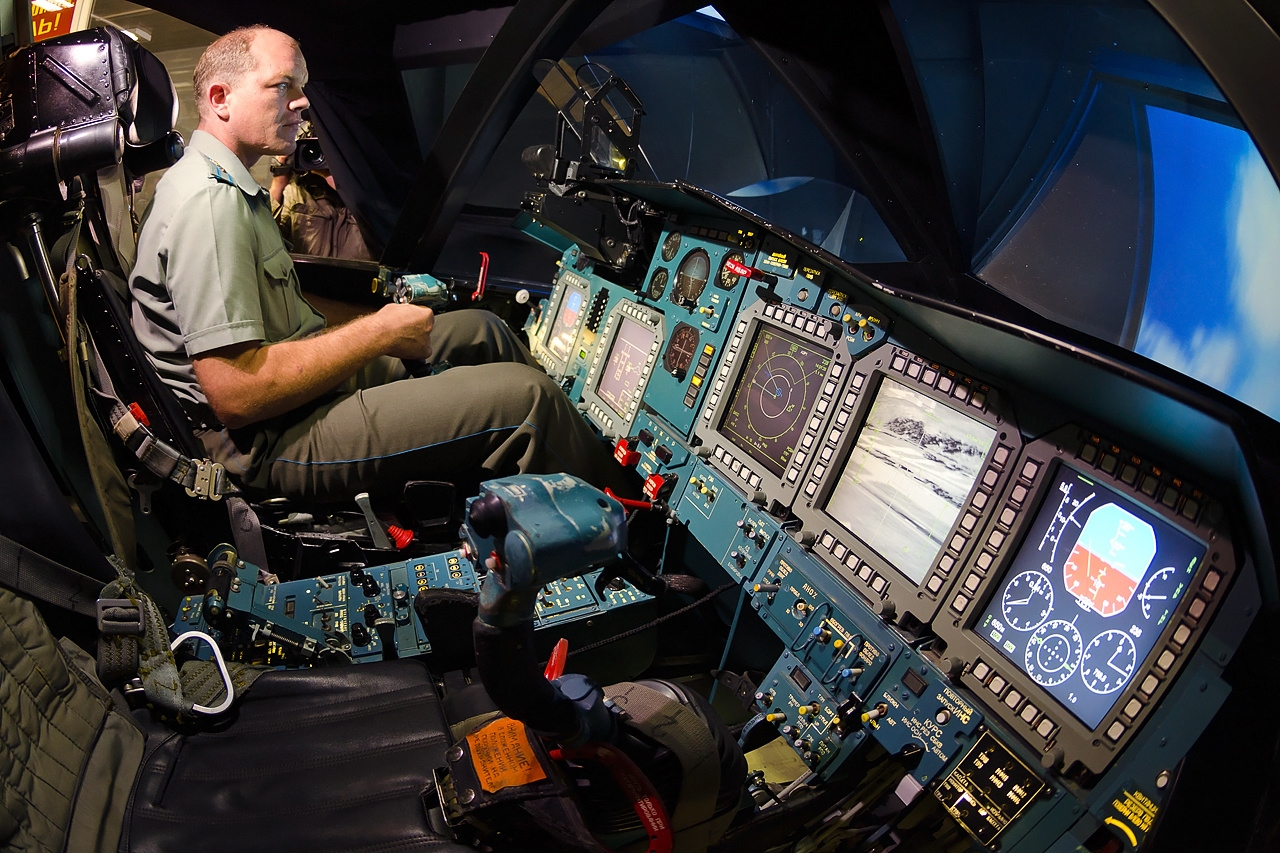
Los asientos del piloto y del oficial de sistemas en un simulador de vuelo del Sukhoi Su-34.

En este tipo de misiones, el oficial de sistemas puede ser responsable de la detección e intercepción de objetivos aéreos o terrestres, las comunicaciones (por radio y satélite), los enlaces de datos y los sistemas de defensa. Su rol es flexible y puede ser adaptable según experiencia, pericia, carga del trabajo, táctica y el tipo de armas integradas en la aeronave. Tanto piloto como navegante, junto a los sistemas del avión, trabajan como una unidad cohesiva para conseguir el objetivo marcado.
La Fuerza Aérea de Estados Unidos define al Weapon Systems Officer (Wizzo en jerga militar) como navegante aéreo con una formación extensiva en armas y tácticas de combate, que se encarga en cazas como el F-15E de la adquisición de objetivos y el disparo de las armas, salvo en escenarios de Dogfights.

### En aviones de ataque a tierra
A diferencia de los cazas, en los aviones de ataque a tierra, también biplaza, la configuración de los asientos es yuxtapuesta. Aunque comparten la forma aerodinámica de los cazas, sus dimensiones relativamente grandes hacen posible mantener esta característica con un cockpit más ancho, teniendo la ventaja de una comunicación horizontal y contacto visual entre el piloto y el oficial de sistemas. Este es el caso de aviones como el A-6 Intruder, el F-111 o el Su-24.

## Formación
En algunas fuerzas armadas, la formación de un Oficial de Sistemas de Combate forma parte del curso de aviadores (y en todo caso se realiza en una escuela militar de vuelo), donde la separación en distintos programas (cazas, helicópteros, aviación general, navegante aéreo, etc.) se realiza después de la fase de vuelos básicos (en la que se aprende a pilotar avionetas de entrenamiento) y la de teoría de vuelo, contando por tanto con las habilidades básicas del piloto (en algunos países hasta supone un permiso civil de aviación general).
En otros países, sin embargo, la formación del oficial de sistemas se realiza como una profesión militar designada, no formando parte de otros programas, aunque, naturalmente, gran parte de la formación avanzada y la práctica se realiza en conjunto con los pilotos (y otros miembros de la tripulación en aviones pesados).

### Formación como pilotos

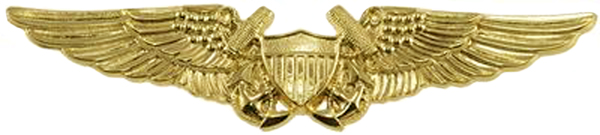
«Alas» de un navegante aéreo de la Armada de los Estados Unidos

Siendo militares con experiencia de vuelo y conocimientos de los sistemas aeronáuticos y de control de las aeronaves, que comparten espacio con los pilotos (estando por tanto sujetos a las mismas condiciones de vuelo), además de estar muchas veces familiarizados con tácticas de vuelo, en los últimos tiempos se han barajado planes de conversión de Oficiales de Sistemas de Combate en pilotos. Ello se debe a que debido a la integración de sistemas de inteligencia artificial en las aeronaves modernas y menos necesidad de dependencia del factor humano en algunas tareas, las fuerzas armadas de países como Estados Unidos y Reino Unido se van quedando con excedentes de personal altamente entrenado, que podría ser aprovechado para pilotar futuras aeronaves.